# 大阪駅周辺バスのりば
- 梅田 > 大阪駅周辺バスのりば
- 梅田地区の鉄道駅 > 大阪駅周辺バスのりば
- 大阪駅・大阪梅田駅 (阪神)・大阪梅田駅 (阪急)・梅田駅 (Osaka Metro)・東梅田駅・西梅田駅・北新地駅 > 大阪駅周辺バスのりば

大阪駅周辺バスのりば（おおさかえきしゅうへんバスのりば）は、大阪市北区にある大阪駅をはじめとする梅田地区の鉄道駅周辺のバスのりばについて説明する。バス路線の多さに加え、停留所の位置が事業者や路線によって大きく異なる。

## 巡回バス

### 「UMEGLE-BUS（うめぐるバス）」
阪急バス

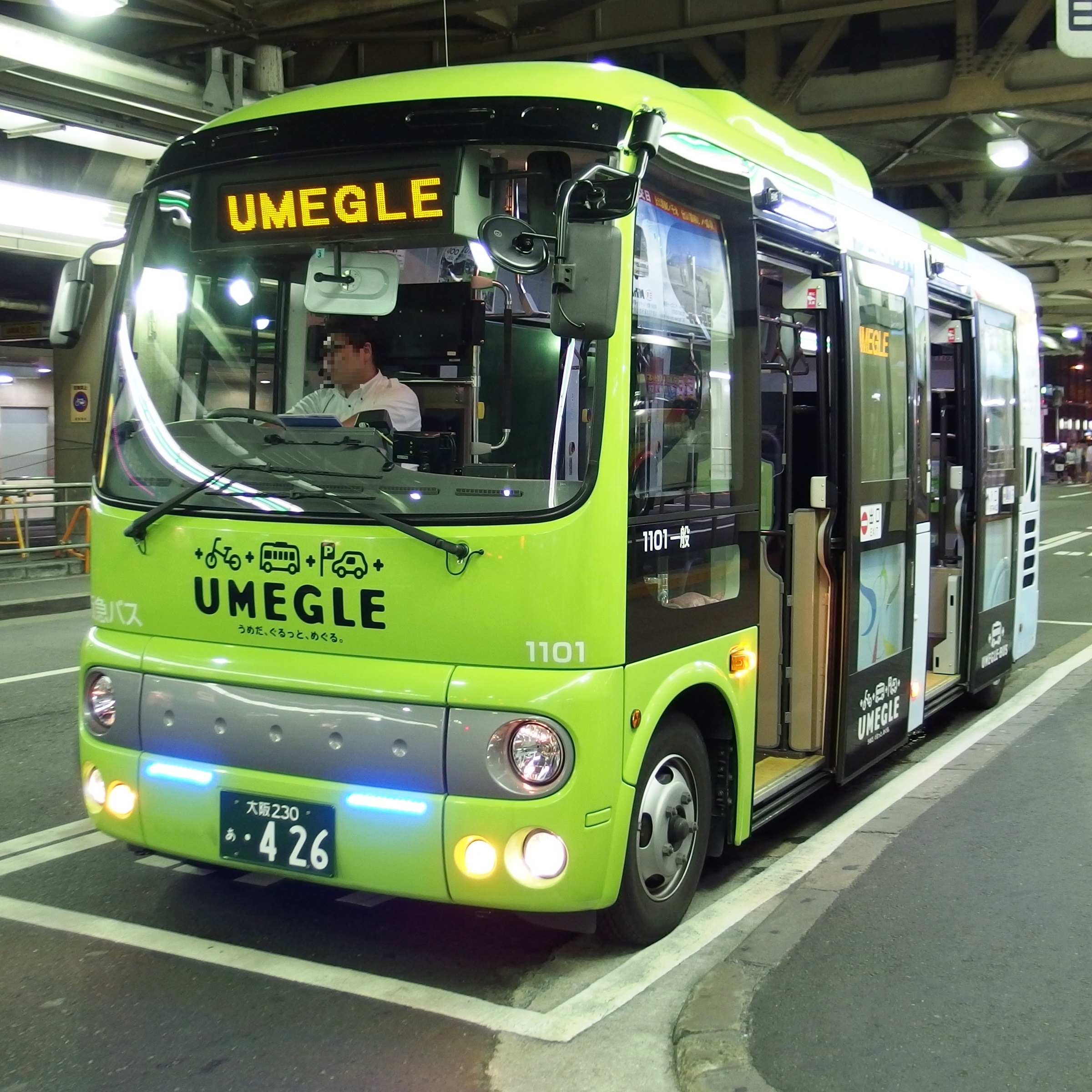
UMEGLE-BUS

2013年4月24日運行開始。梅田周辺を巡回する小型バス使用の路線である。一般社団法人グランフロント大阪TMOが主催し、阪急バス（吹田営業所）が運行主体になっている。
運賃は大人100円、小児50円。一日乗車券は大人200円、小児100円。
- ルート：阪急大阪梅田駅→茶屋町→済生会中津病院→グランフロント大阪（北）→グランフロント大阪（南）→JR大阪駅（西）→西梅田（ハービスOSAKA・ブリーゼタワー）→JR北新地駅（大阪駅前第2ビル）→梅田新道→阪神大阪梅田駅／地下鉄東梅田駅→JR大阪駅（東）／地下鉄梅田駅→グランフロント大阪（東）→阪急大阪梅田駅
  - 阪急大阪梅田駅は阪急三番街
  - 済生会中津病院は加島線・阪北線の済生会病院前（国道176号陸橋上）ではなく病院の西側。
  - JR大阪駅（西）は大阪駅桜橋口のガード下、道路東側の市バス降車場付近
  - 西梅田はハービスOSAKAとブリーゼタワーの間
  - JR北新地駅は大阪駅前第2ビル前
  - 阪神大阪梅田駅／地下鉄東梅田駅は御堂筋北行の新阪急ビル前
  - JR大阪駅（東）は大阪駅御堂筋口側のガード下、道路西側の市バス乗車場付近
  - グランフロント大阪（東）はヨドバシ梅田の北側

## 定期観光バス

### 大阪駅JR高速バスターミナル
近鉄バス
- 定期観光バスOSAKA SKY VISTA：北ルート・南ルート
  - 近鉄バス単独運行の路線であるが、予約業務は西日本JRバスに委託されており、乗車券はJR高速バスターミナルで予約・購入可能[2]。

### 大阪駅停留所（大阪バス）

#### Wonder Loop Bus
- 大阪ワンダーループバス
  - 株式会社 Wonder Loop Busの定期観光バスであるが、路線の運行業務は大阪バスが受託している。エキマルシェ大阪前にある大阪バスの大阪駅停留所2番のりばから発着している[3]。

## 一般路線バス

### 大阪駅前停留所（大阪シティバス）
大阪シティバス（旧・大阪市営バス）の停留所である。サウスゲートビルディング（旧・アクティ大阪）の東側に設置されている。
同ビルの増築工事で以前よりも乗り場が散らばっているものの、大阪駅の南側および東側に乗り場がまとまっている。
南側のロータリーには0番-8番乗り場が、東側の道路沿いに9番-12番乗り場が設置されている。
おりばは、サウスゲートビルディング前（中央口南側）、大阪駅高架下（御堂筋口）、大阪駅高架下（桜橋口）、大阪駅JR高速バスターミナル内（中央口北側、阪急バス加島線と同じ）に分散している。
大阪駅並びに地下部分の阪神大阪梅田駅と地下道の工事により、のりばの移動が何度か行われており、2016年（平成28年）10月に大幅なのりばの変更がされた。
以前は安全地帯（青色）・歩道（赤色）・構内（黄色）・臨時（緑色）のりばがあった。
| のりば | 系統                                | 行先               | 経由地                                               | 担当営業所   |
| ------ | ----------------------------------- | ------------------ | ---------------------------------------------------- | ------------ |
| 0      | IKEA↔梅田・なんば・大正シャトルバス | IKEA鶴浜           |                                                      | 酉島         |
| 1      | 8                                   | なんば             | 淀屋橋・本町・心斎橋筋一丁目                         | 中津         |
| 1      | 53                                  | 船津橋             | 渡辺橋・中之島四丁目・堂島大橋                       | 中津・酉島   |
| 2      | 88                                  | 天保山             | 淀屋橋・肥後橋・境川・地下鉄朝潮橋                   | 鶴町・酉島   |
| 3      | 62                                  | 住吉車庫前         | 淀屋橋・天満橋・大阪城大手前・上本町六丁目・あべの橋 | 住吉         |
| 3      | 75                                  | なんば             | 土佐堀一丁目・西大橋                                 | 中津・酉島   |
| 4      | 36                                  | 地下鉄門真南       | 南森町・京橋北口・地下鉄蒲生四丁目・安田・茨田大宮   | 中津・酉島   |
| 4      | 55                                  | 鶴町四丁目         | 福島西通・堂島大橋・大浪橋東詰・大正区役所前         | 鶴町         |
| 5      | 69                                  | 榎木橋             | 十三・十三市民病院・三国本町                         | 中津         |
| 5      | 97                                  | 加島駅前           | 十三・三津屋                                         | 中津・酉島   |
| 6      | 37                                  | 井高野車庫前       | 扇町・天神橋六丁目・上新庄駅北口・地下鉄瑞光四丁目   | 井高野       |
| 6      | 93                                  | 井高野車庫前       | 十三・地下鉄西中島南方・長柄橋北詰・東淀川区役所前   | 井高野       |
| 7      | 78                                  | 守口車庫前         | 扇町・都島区役所前・旭区役所                         | 井高野・守口 |
| 7      | 83                                  | 花博記念公園北口   | 天神橋六丁目・地下鉄都島・旭区役所                   | 井高野       |
| 8      | 56                                  | 酉島車庫前         | 福島西通・西九条・春日出                             | 酉島         |
| 8      | 59                                  | 北港ヨットハーバー | 鷺洲・西九条・伝法・酉島住宅前                       | 酉島         |
| 9      | 34                                  | 守口車庫前         | 地下鉄中津・毛馬橋・大東町                           | 守口・井高野 |
| 10     | 42                                  | 中島二丁目         | 十三・御幣島駅・出来島駅前・中島公園                 | 中津         |
| 10     | 42A                                 | 中島公園           | 十三・御幣島駅・出来島駅前                           | 中津         |
| 10     | 92                                  | 福町               | 十三・御幣島駅・佃六丁目                             | 中津         |
| 11     | 43                                  | 酉島車庫前         | 十三・野里・福町・春日出                             | 酉島         |
| 11     | 58                                  | 野田阪神前         | 中津・大淀中三丁目・上海老江                         | 中津・酉島   |
| 12     | 41                                  | 榎木橋             | 福島六丁目・木川栄町・新大阪駅東口                   | 中津・酉島   |

- 42号系統は、平日・土曜のみ運行。日曜祝日は42A号系統のみの運行となる。

### 曽根崎警察署停留所（大阪シティバス）
大阪シティバスの曽根崎警察署停留所は扇町通の大阪富国生命ビル付近（アベニューこまつばら）にある。当バス停付近には客待ちのタクシーが多く、バスが停留所に近づけないこともある。のりばは3箇所あり標識も3本あるが、それぞれに番号は振られていない。なお、向かいには下記各路線の大阪駅前行きのりばがあり、ここを出ると大阪駅前Dおりば（JR御堂筋側高架下の10〜12のりば並び）まで行き終点となる。
- 西のりば
  - 36号系統： 地下鉄門真南 行
- 中のりば
  - 37号系統： 井高野車庫前 行
- 東のりば
  - 78号系統： 守口車庫前 行
  - 83号系統： 花博記念公園北口 行

### 大阪駅停留所（大阪バス 市内路線）
大阪バスの停留所。同社が運行する都市間高速バス（和歌山特急ニュースター号の和歌山駅行きを除く）と同じ桜橋口ガード下の西側（旧ALBi前）から発着する。
ロータリーを使用しないため大阪駅を挟んで経路が異なる。その関係で2020年3月29日に市内路線が運行開始された当初は同社の高速バス（共同運行会社を含む）が使用する桜橋口ガード下・西側の1番のりば ではなく、桜橋口ガード下・東側のエキマルシェ大阪側の2番のりばから発着していたが、2020年8月15日の運行ダイヤ変更で大阪駅周辺の経路が変更されたのに合わせて1番のりばに変更された。その後、2024年12月1日より駅南側に向かう系統が2番のりばに変更された。
- 1番のりば（旧ALBi前）
  - 5系統：ホテルプラザオーサカ 行
- 2番のりば（エキマルシェ大阪前）
  - 1系統：堺筋本町 行 （心斎橋大丸前・道頓堀経由）
  - 2系統：なんば黒門市場前 行 （心斎橋大丸前経由）
  - 4系統：ホテルニューオータニ大阪 行

### JR大阪駅西口停留所（北港観光バス）
北港観光バスの停留所。桜橋口ガード下の西側（旧ALBi前）に位置する。
2016年11月10日に大阪駅ネスタリゾート神戸線の「大阪駅前桜橋口アルビ前」停留所として開設された。同路線は2023年3月31日をもって廃止されたが、中之島ループバス「ふらら」が2023年7月10日より乗り入れを開始した。また、送迎バスの発着停留所にもなっている。
- 中之島ループバス「ふらら」：中之島方面

### 廃止停留所
他に「梅田」の停留所名を使う一般路線バスは、近鉄バスの路線があったが2017年3月末で運行をとりやめた。同社は過去に大阪駅北口（梅田貨物駅の前に所在）にも乗り入れていた。

#### 梅田停留所 （阪急バス）
阪急バスの停留所。阪急電鉄の駅名に合わせて梅田としていた。大阪市内では大阪シティバスと並行していた。ロータリー等を使用しないため、梅田を挟んで行きと帰りで経路が異なった。
- 1のりば：JR大阪駅北側JR高速バスターミナル内C番・D番
  - 18系統（加島線）： 加島駅前・西川 行（大淀南一丁目・十三経由）
    - 2020年7月19日の運行をもって加島線は廃止となった[13]。
- 2のりば：阪急百貨店前・御堂筋口向かいガード下
  - 11系統（阪北線）：上津島・阪急園田駅 行 （十三・新高一丁目・日出町経由）
    - 阪急百貨店うめだ本店の建替えが行われたため、乗降場を兼用している。以前は阪神前・阪急前両交差点の間、百貨店の正面に設置していた。
    - 2020年10月4日までは2のりば発の阪北線には豊中・箕面まで運行する長距離系統もあった[14]。2023年11月5日をもって運転手不足のため廃止となった。

## 高速バス

### バス停/バスターミナル

#### 大阪駅JR高速バスターミナル（西日本JRバス）

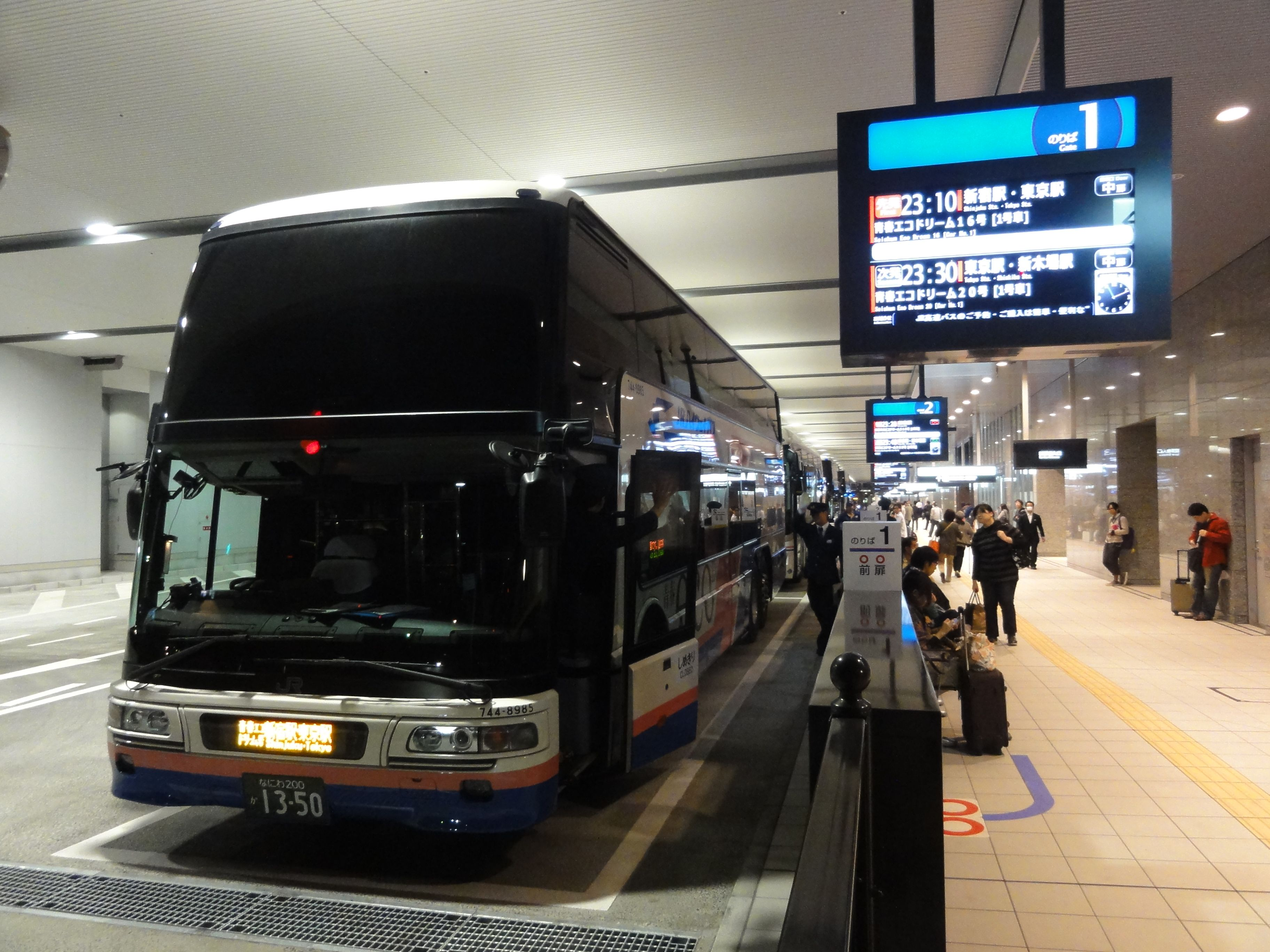
大阪駅JR高速バスターミナル

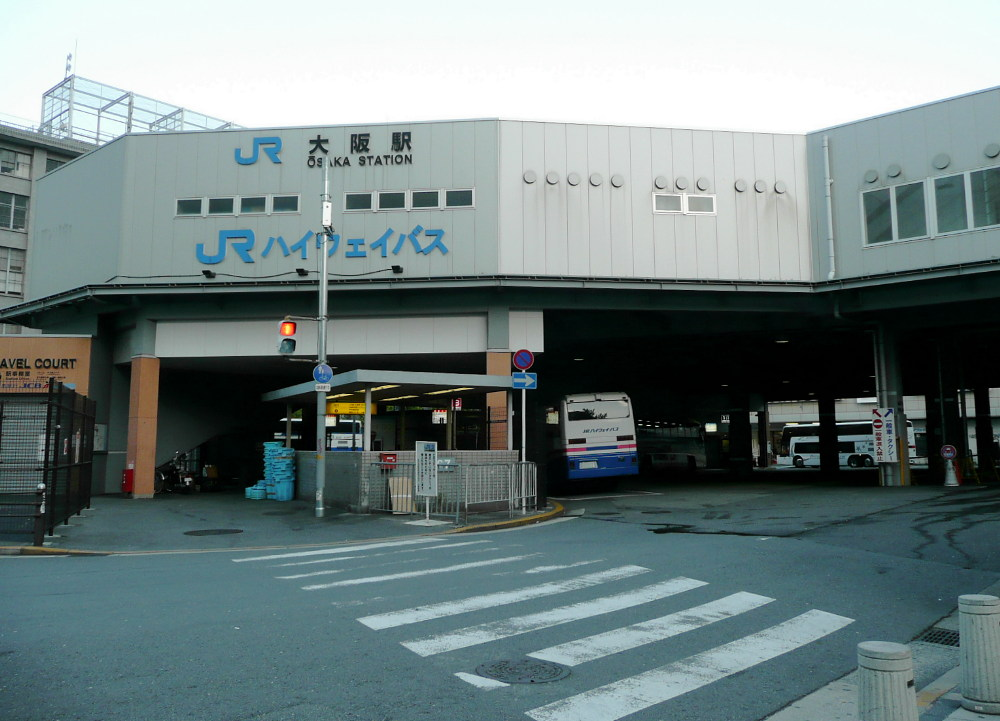
大阪駅桜橋口時代の高速バス乗り場

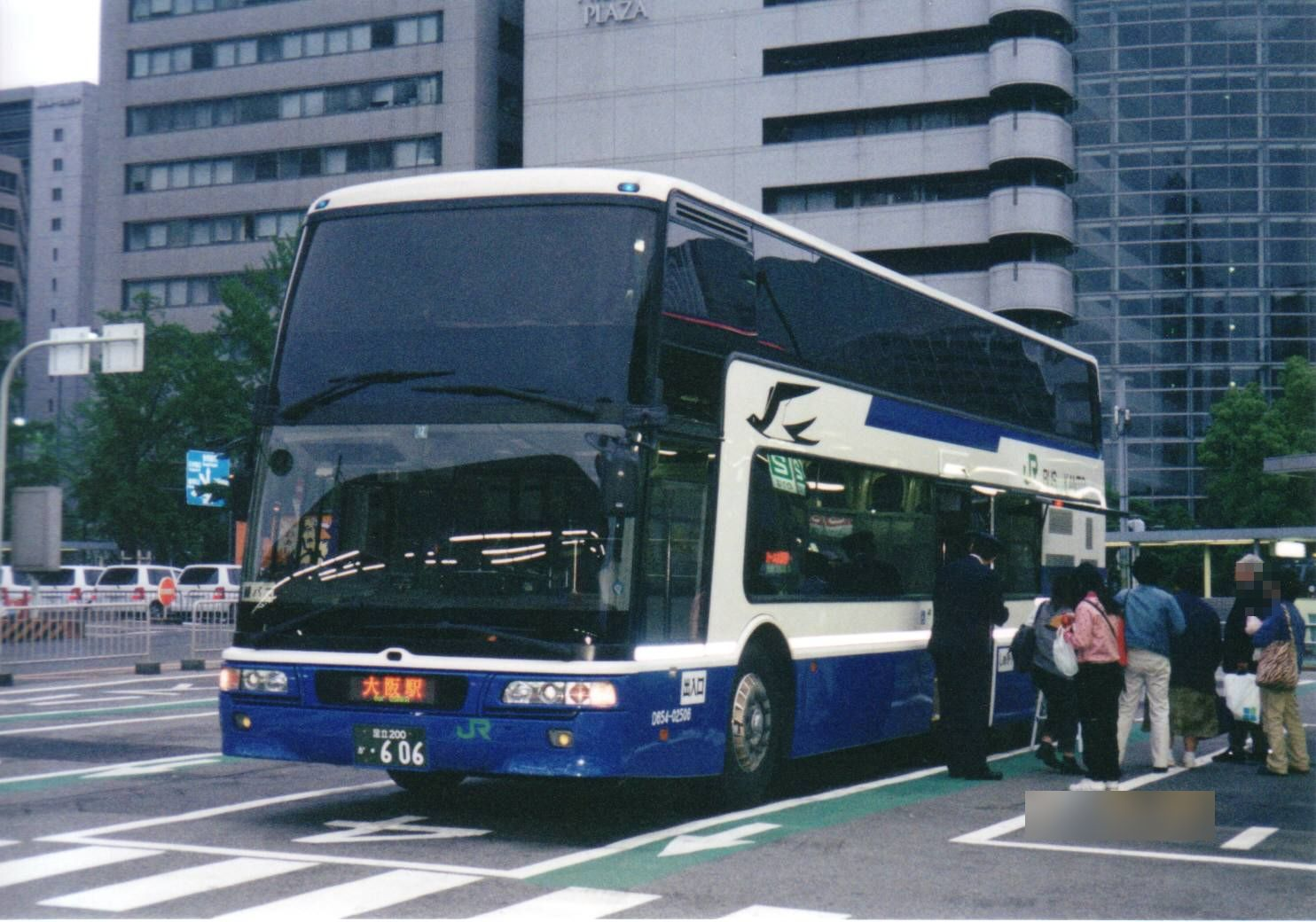
桜橋口、2003年頃までは乗り場のホーム以外には屋根はかかっていなかった

ノースゲートビルディングの交通広場1階にある、西日本JRバスと共同運行会社を中心とした高速バス、阪急バス（加島線）、大阪シティバス（大阪駅前到着便のみ）が使用するバスターミナルで、同バスターミナル完成前まで大阪駅桜橋口にあった高速バス乗り場（西日本JRバスと共同運行会社が使用）と、御堂筋北口にあった阪急バス（加島線）と大阪市営バス（現・大阪シティバス、降車専用）のバス乗り場を集約させる形で設置され、阪急バスと大阪市営バスが2011年5月22日から、高速バスが2011年6月1日からそれぞれ使用開始した。
バスターミナルには高速バス自動券売機（4台設置）、切符売り場（大阪バスチケットセンター）、待合室を設けており、サービス介助士や手話の資格を持った係員も接客する。
構内は南側から高速バス発着用レーンと大阪シティバス・阪急バス用レーン（いずれも西行き一方通行）の2レーンがあり、バスターミナル東側はヨドバシ梅田前、西側は梅田ランプ東交差点に面している。バスブースは西側から高速バス用ブースが10（1 - 10）、高速バス用ブース北側に大阪シティバスと阪急バスのバスブース4（A - D）の合計14のブースが設置されている。高速バス発着用レーンは 1 - 8が乗車用ブース、9・10が降車用ブースとなっている。阪急バス・大阪シティバス用レーンはA・Bブースを大阪シティバス（降車専用）が、C・Dブースを阪急バスが使用している（阪急バスについては前述も参照）。高速バス発着用レーンと阪急バス・大阪シティバス用レーン間の移動は、バスターミナル中央部にあるゲート付横断歩道（押ボタン付信号）を使う。
同バスターミナル構内が西行一方通行である関係で、阪神高速11号池田線梅田出入口方面から同バスターミナルへ進入する場合、梅田ランプ東交差点 → JR高架下 → 大阪駅前西交差点 → 阪神前交差点 → JR高架下 → 芝田交差点（ヨドバシ梅田前） → 同バスターミナルという順に、大阪駅周辺を反時計回りに1周するルートを通って進入する。ただし、一部の到着便については梅田ランプ東交差点右折後の大阪駅桜橋口のJR高架下で降車となる。同様に、同バスターミナルから新御堂筋方面に出発するバスも同バスターミナル → 梅田ランプ東交差点 → JR高架下 → 大阪駅前西交差点 → 曽根崎東交差点 → 新御堂筋というルートで運行される。
なお、阪急バスは同社の高速バスが発着する阪急三番街高速バスターミナルと混同されるの防ぐために、大阪駅北側バスターミナルと案内している。
前述の通り、同バスターミナルに発着する高速バスは、2011年5月31日まで大阪駅桜橋口（駅南側、当時の大阪中央郵便局向かい）に設置されたバス乗り場を使用しており、国鉄時代から自動車駅として独立した窓口が設置されていた。乗り場は3ホームあり、切符売り場（大阪バスチケットセンター）と待合スペースも設置されていた。バス乗り場の上は仮駅舎西棟である「トラベルコート」があった。
なお、移転後の桜橋口高速バス乗り場は、一時大阪市営バスの大阪駅前操車場として使用されたのち閉鎖された（跡地はタクシー乗り場として使用）。
2016年2月1日からは、近鉄バスが運行する2階建オープンデッキバス「OSAKA SKY VISTA」（定期観光バス）も乗り入れる。
関東方面
原則として1番・2番乗り場から発車。
- ドリーム号・昼特急 （JRバス関東と共同運行）
  - ドリームルリエ号・プレミアムドリーム号・グランドリーム号・ドリーム号・青春エコドリーム号・グラン昼特急号・青春昼特急号： バスタ新宿（新宿駅新南口）・東京駅・新木場駅・東京ディズニーランド(TDL)行

- 青春ドリーム横浜号： 町田バスセンター・横浜駅行

東海・北陸・甲信越方面
原則として1番・2番乗り場から発車。
- 名神ハイウェイバス： 名古屋駅行 （JR東海バス・名阪近鉄バスと共同運行）
- 青春大阪ドリーム名古屋号： 名古屋駅行 （JR東海バスと共同運行）
- 京阪神ドリーム静岡号・京阪神エコドリーム静岡号： 浜松駅・静岡駅行 （JR東海バスと共同運行）
- 京阪神昼特急静岡号： 静岡駅行 （JR東海バスの単独運行）
- 浜松エクスプレス大阪号（大阪イーライナー）： 浜松駅行 （遠州鉄道（遠鉄バス）の単独運行）
- 北陸道グラン昼特急大阪号・百万石ドリーム大阪号： 金沢駅行、富山駅行、和倉温泉行
- 北陸道青春昼特急大阪号・青春北陸ドリーム大阪号：福井駅、金沢駅行
- 青春ドリーム信州号：長野駅・上田駅・佐久平駅・小諸駅行・軽井沢駅行（JRバス関東と共同運行）

近畿方面
原則として7番・8番乗り場から発車。
- 白浜エクスプレス大阪号： 紀伊田辺駅・白浜行 （明光バスと共同運行）
- 有馬エクスプレス号： 有馬温泉行
- かけはしニジゲンノモリ大阪号・かけはしニジゲンノモリ洲本温泉号： 淡路ハイウェイオアシス（ニジゲンノモリ）・洲本バスセンター・洲本温泉行（本四海峡バスと共同運行）
- 神戸三田プレミアムアウトレット号： 神戸三田プレミアム・アウトレット行
- 2階建てオープントップバスでめぐる大阪周遊観光バス　～Osaka Dream Tour～ 「なにワンダー」
- 2階建オープンデッキバス「OSAKA SKY VISTA」：大阪市内周遊 （近鉄バスが運行）

中国方面
原則として1番乗り場から発車。
- 山陽道青春昼特急号・山陽道昼特急広島号・山陽ドリーム広島号・山陽青春ドリーム号： 広島駅行 （JRバス中国と共同運行）

原則として3・4番乗り場から発車。
- 中国ハイウェイバス： 西脇・社・北条・津山駅行 （神姫バスと共同運行）
- 吉備エクスプレス大阪号： 岡山駅行 （JRバス中国・両備バス・下津井電鉄の共同運行）

原則として7番乗り場から発車。
- 浜田道エクスプレス大阪号： 三次駅・江津駅・益田駅行 （JRバス中国の単独運行）
- グラン昼特急出雲号・グランドリーム出雲号・ドリーム出雲号：松江駅・出雲市駅・出雲大社行（JRバス中国の単独運行）

四国方面
原則として5・6番乗り場から発車。
- 阿波エクスプレス大阪号： 徳島駅行 （JR四国バス・本四海峡バスと共同運行）
- 松山エクスプレス号・京阪神ドリーム松山号： 三島川之江IC・松山駅・JR松山支店行 （JR四国バスと共同運行）
- 高松エクスプレス大阪号： 高松駅行 （JR四国バスと共同運行）
- 観音寺エクスプレス大阪号： 観音寺駅行 （JR四国バス単独運行）
- 高知エクスプレス号・京阪神ドリーム高知号： 高知駅経由はりまや橋・須崎駅行 （JR四国バスと共同運行）

#### 大阪駅前（地下鉄東梅田駅）停留所（近鉄バス）
近鉄バス（運行支援含む）および共同運行路線の高速バスのりばは、東梅田駅7番出口（御堂筋沿い・SMBC日興証券大阪支店の入居する大阪日興ビル）前にある。大阪駅からは地下街を地下鉄谷町線東梅田駅へ向かって進めば良いが少し距離がある。途中には近鉄高速バスの広告看板も出ている。地上ののりばには、高速バス案内の係員が配置されているが、本来一般路線バス用の路上の停留所 のため待合室や案内所のようなものはなく、上屋も小さい。案内上は「大阪駅前（地下鉄東梅田駅）」となっている。特記しない便に関しては夜行便としての運行である。なお、当停留所は各路線とも1号車のみが停車し、2号車以降の続行便は停車しない。
東北方面
- フォレスト号：仙台駅 行（宮城交通共同運行）
- ギャラクシー号：西郷・須賀川・郡山・二本松・福島 行（福島交通共同運行）

東京方面
- フライングライナー号：横浜駅西口・東京駅八重洲通・上野駅・浅草駅・東京ディズニーランド 行（東北急行バス共同運行）
- フライングスニーカー：東京駅八重洲通・東京ディズニーランド 行 （格安便、東北急行バス共同運行）
- ツィンクル号：八王子・新宿 行（西東京バス共同運行）
- カジュアル・ツィンクル号：八王子・新宿 行（格安便、共同運行：西東京バス）
- サテライト号：池袋・さいたま新都心・大宮 行

関東方面
- よかっぺ号：つくばセンター・土浦駅・水戸駅 行（関東鉄道共同運行）
- とちの木号：久喜駅・栃木駅・鹿沼・宇都宮 行（関東自動車共同運行）

甲信・東海方面
- クリスタルライナー：韮崎・甲府 行（昼行便あり、山梨交通共同運行）
- 金太郎号：新富士駅・沼津駅・三島駅・御殿場駅・小田原駅 行（富士急モビリティ共同運行）
- フジヤマライナー：東静岡駅・富士駅・富士宮駅・富士山駅・河口湖駅 行（富士急バス共同運行）
- 千曲川ライナー：上田駅・小諸駅・軽井沢駅 行（千曲バス共同運行）

中部・近畿方面
- 高山特急線：郡上八幡・飛騨高山 行（昼行便、濃飛乗合自動車共同運行）
- 金沢特急線：小松・金沢 行（昼行便、北日本観光自動車共同運行）

中国方面
- 神戸三田プレミアム・アウトレット特急線：神戸三田プレミアム・アウトレット 行（昼行便）
- ネスタリゾート神戸特急線：ネスタリゾート神戸 行（昼行便）
- カブトガニ号：里庄・笠岡・井原・神辺 行（昼行便・中国バス単独運行）
- びんごライナー：福山駅 行（昼行便・中国バス単独運行）

四国方面
- しまんとブルーライナー：中村駅・宿毛駅 行（高知西南交通共同運行）

九州方面
- SORIN号：別府・大分行（大分バス共同運行）
- サンライズ号：桜町BT・熊本駅・西部車庫 行（九州産交バス共同運行）
- あそ☆くま号：桜町BT・熊本駅・西部車庫 行（格安便、九州産交バス共同運行）
- オランダ号：長崎新地ターミナル 行

#### 阪急三番街高速バスターミナル（阪急バス）
阪急バス（共同運行会社含む）・阪急観光バス・日本交通 (大阪府) ・日本交通 (鳥取県) ・全但バスなど
阪急バスの高速路線は、一般路線と異なり阪急三番街に発着する。

#### ハービスOSAKAバスターミナル（阪神バス）
阪神バス（共同運行会社含む）の高速路線と空港リムジンバスは、ハービスENT（大阪中央郵便局旧局舎南側）に設置したハービスOSAKAバスターミナルを発着する。一部路線は阪急三番街高速バスターミナルに停車するものもある。
- 千葉・TDR・東京・横浜 - 大阪・神戸線： 横浜駅東口・バスターミナル東京八重洲・東京ディズニーリゾート・西船橋駅・海浜幕張駅行 （京成バス）（もとは阪神バス、阪急バスが運行していたため経由）
- サラダエクスプレス
  - 津和野エクスプレス：浜田駅・益田駅・津和野駅行（石見交通と共同運行）
  - 徳島線：徳島駅・石井行（阪急バス・南海バス・徳島バスと共同運行）
  - 今治線：新居浜・西条・今治行（瀬戸内運輸と共同運行）
  - 宇和島線:宇和島バスセンター・城辺行（宇和島自動車と共同運行）
- エディ号
  - 室戸・生見・橘線：室戸・生見・徳島バス橘営業所行（徳島バスの単独運行）
- 三田 - 新大阪線（神姫バスとの共同運行）
  - （高速）イオンモール神戸北経由 関西学院大学行
  - （高速）フラワータウンセンター・えるむプラザ前・ゆりのき台4丁目経由 関西学院大学行
  - （高速）フラワータウンセンター・えるむプラザ前経由 ゆりのき台4丁目行
  - （高速）イオンモール神戸北経由 神戸三田プレミアムアウトレット行

#### WILLERバスターミナル大阪梅田 (WILLER GROUP)
WILLER GROUPは、2011年4月5日から梅田スカイビルにバスターミナルを開設している。同社グループの高速バスに加え、ロイヤルバスが運行する高速バス「ロイヤルエクスプレス」、琴平バスが運行する高速バス「コトバスエクスプレス」も乗り入れている。大阪駅中央北口から徒歩約12分。

#### 大阪駅停留所（大阪バス）
大阪バスは2012年6月15日、桜橋口ガード下・西側（ALBi（アウトドアのアルビ）・成城石井前）に大阪駅停留所を新設した。
大阪バスでは旧ALBi前を1番のりば、エキマルシェ大阪前を2番のりばとして案内している。
1番のりばは高速バスのりばとして使用されていたが、2020年8月15日の運行ダイヤ変更に合わせて実施された経路変更によりそれまで2番のりばを使用していた市内路線バス御堂筋線が1番のりばに変更されている。
桜橋口ガード下・東側にある2番のりばについては新設当初、降車専用場所としていたが、路線の拡充に従い下記の高速バスおよび神戸空港リムジンバスのバス停として使用されている。
- 1番のりば（旧ALBi前）[6]
  - 東京特急ニュースター号：東京駅・秋葉原駅・王子駅行（東京バス共同運行）
  - 名古屋特急ニュースター号：名古屋駅行（名古屋バス共同運行）
  - 福知山特急ニュースター号：福知山インター経由福知山駅行
  - オリオンバス：小倉・博多行（オー・ティー・ビーの単独運行）
- 2番のりば（エキマルシェ大阪前）[7]
  - 和歌山特急ニュースター号：和歌山駅行（クリスタル観光バス共同運行）
  - HEARTS・博多特急ニュースター号：HEARTSバスステーション博多行（ロイヤルバス共同運行）
  - LimonBus：東京・池袋・TDL行（神姫観光バスの単独運行）

#### 大阪駅前（桜橋口JR線高架下）停留所（南海バス）
南海バス（運行支援含む）は2012年7月20日 より、桜橋口ガード下・西側（ALBi（アウトドアのアルビ）・キーン前）に「大阪駅前（桜橋口アルビ前）」停留所を新設し、以下の路線が乗り入れている。昼行の高松行を除く夜行路線には「サザンクロス」の愛称がある。2020年9月、ALBi閉店に伴い停留所の名称を「大阪駅前（桜橋口アルビ前）」から「大阪駅前（桜橋口JR線高架下）」に変更。
- 鎌倉線：小田原駅・藤沢駅・鎌倉駅・横須賀駅経由 戸塚駅 行（和歌山バス共同運行）
- 長岡線：柏崎駅・長岡駅・東三条駅経由 越後交通三条営業所 行（越後交通共同運行）※2012年11月1日より乗り入れ
- 長野線：長野駅・飯山駅[22]行（長電バス共同運行）※2014年11月9日より乗り入れ[23]
2015年3月1日より　神戸三宮バスターミナル（ミント神戸）乗り入れ開始[24]
- フットバス：高速淡路志知・高松・国分寺バスターミナル 行（高松エクスプレス（フットバス）単独運行[25]） ※2012年11月1日より乗り入れ
- ドリームスリーパー：バスタ新宿行（奈良交通・関東バス） ※2019年7月17日より乗り入れ

#### 大阪駅停留所（海部観光）
海部観光は、高速路線バス転換当初堂島川沿いのANAクラウンプラザホテル大阪前に発着していたが、2013年12月1日に桜橋口・ガード下・西側（ALBi（アウトドアのアルビ）・モンベル前）に「大阪駅」停留所を新設した。
- 大阪国際空港・大阪駅 ⇔ 徳島駅・阿南津乃峰

#### ヨドバシ梅田タワーバスターミナル（桜交通）
桜交通は、2019年11月13日にオープンしたヨドバシ梅田タワーバスターミナル（ヨドバシ梅田タワー新棟部分のオープンは11月16日（但し、ホテル部分は11月27日）、バスターミナルと「SAKURA BUS SQUARE（さくらバススクエア）」のみ11月13日に先行オープン）に乗り入れを開始。既存のプラザモータプールも並行して使用する為、梅田地区に2つの停留所を持つこととなった。

### 非 バス停/バスターミナル

#### 大阪VIPラウンジ（平成エンタープライズ）
平成エンタープライズは、ツアーバス時代から桜橋にある千代田ビル西別館1Fに待合室を設置している。出発時刻とは別に集合時間を設け、係員によって所定の停留所まで誘導する形を取っている。大阪駅桜橋口から徒歩約10分。
- 大阪・京都 ⇔ 横浜・東京・埼玉・千葉 「VIPライナー」

#### プラザモータープール
ちゃやまちアプローズ・ホテル阪急インターナショナルの北側に位置する。ツアーバスから移行した高速路線バスが発着しており、一部の路線はツアー時代から乗車場所として設定されていた。大阪駅御堂筋北口から徒歩約10分、最寄り駅は御堂筋線中津駅となる。
発着するバス会社
- 青垣観光バス 大阪・京都 ⇔ 横浜・東京「たびのすけ」
- グレース観光 大阪・京都 ⇔ 新宿・池袋「グレースライナー」
- 広栄交通バス 大阪 ⇔ 新宿・東京・川越「ブルーライナー」
- さくら観光 大阪・京都 ⇔ 横浜・新宿・郡山・仙台「さくら高速バス」
- ジャムジャムエクスプレス 大阪・京都 ⇔名古屋・町田・新宿・東京・TDL・仙台「JAMJAMライナー」
- 三栄交通 大阪 ⇔ 横浜・新宿「KBライナー」
- サンシャインエクスプレス 大阪・京都 ⇔ 横浜・新宿・東京・TDL「サンシャインエクスプレス」
- 神姫観光バス 大阪・京都 ⇔ 池袋・TDL「LimonBus」
- 東京富士交通 大阪・奈良・京都 ⇔ 新宿・東京「ナイトライナー」
- トラビスジャパン 大阪 ⇔ 長野・上田・松本・塩尻・諏訪・茅野・伊那・飯田
- 山一サービス 大阪・京都 ⇔ 新宿・東京・幕張「アミー号」
- ユタカ交通 大阪・京都・神戸 ⇔ 池袋・東京・郡山・福岡・佐賀・佐世保「ユタカライナー」

## 空港リムジンバス
何箇所かに分かれている。大阪国際空港（伊丹）・関西国際空港（関空）・神戸空港の三方向への路線がある。

### マルビル前
大阪マルビル（大阪第一ホテル）にのりばを設置。一部は下記のハービスOSAKAもしくは新阪急ホテル発着便がマルビルを経由する形のため、マルビルからの便数が最も多くなる。
- 大阪国際空港行 （阪急観光バス・阪神バス）

### ハービスOSAKA
ハービスOSAKA（ハービスENT）のターミナル発の伊丹線は阪神バスのみの運行である。一部は上記マルビル経由となる。関空線は、四つ橋筋を挟んだ向かい側のヒルトン大阪とハービスOSAKA内のザ・リッツ・カールトン大阪に停車する便も少数ある。
- 大阪国際空港行 （阪神バス）
- 関西国際空港行 （阪神バス・阪急観光バス・関西空港交通）

### 新阪急ホテル
新阪急ホテル1階（芝田交差点前）に発着。こちら発の伊丹線は大阪空港交通のみの運行となる。関空線はホテル阪急インターナショナル発着便も少数ある。
- 大阪国際空港行 （阪急観光バス）
- 関西国際空港行 （阪神バス・阪急観光バス・関西空港交通）

### 大阪駅停留所（大阪バス）
桜橋口ガード下・東側に発着。路線バスとバス停を共有している。
- 神戸空港行 （大阪バス）

## 深夜急行・特急バス
停留所名は梅田であるが、のりばは路線により異なる。なお、各路線とも土休日・ゴールデンウィーク・お盆・年末年始は運休となる。深夜バスは一時期、国際興業大阪や西日本JRバスの路線もあった。

### 大阪駅前（大阪シティバス9番のりば）
南海バス
- 南海深夜急行バス（土曜日も運行）
  - 堺東・泉北ニュータウン・和泉方面： 和泉府中駅前行き
  - 金剛・河内長野・林間田園都市方面： 林間田園都市駅前行き

奈良交通
2020年3月31日をもって運行を終了。
- はんな号
  - 東生駒・学園前・奈良方面： 白土町行き
  - 生駒・登美ケ丘・高の原方面： 梅谷口行き
  - 五位堂・八木・桜井方面： 桜井駅北口行き

はくろタクシー
2019年1月25日をもって運行を終了。
- 特急深夜バス（木・金曜日運行）
  - 三宮・明石・加古川・姫路方面

### 大阪梅田（新阪急ホテルバスセンター）
阪急バス
2017年3月31日深夜をもって茨木・高槻方面の運行を取りやめ、残り2路線も2018年3月30日深夜をもって廃止された。
- 阪急スターライナー（2017年4月1日より金曜日・祝日の前日で土休日でない日のみ運行）
  - 千里中央・粟生団地方面：粟生団地行き
  - 川西・日生中央方面：伏見池公園前行き
  - 茨木・高槻方面：阪急高槻駅

## ホテルシャトルバス

### JR大阪駅桜橋口・ガード下・東側
エキマルシェ大阪側に設置されている。
- リーガロイヤルホテル （北港観光バス）
  - 日中は頻回に運行されており、大阪駅と中之島にあるリーガロイヤルホテルを直通で結ぶ。ホテル利用者以外の利用も可能であり、大阪府立国際会議場は公式ホームページのアクセス案内でこのシャトルバスを案内している。
- 帝国ホテル大阪（大阪アメニティパーク）（帝国ホテル大阪は国際興業大阪が運行）
  - 別途、平日のみ大阪アメニティパーク行きも運行（梅田OSホテル前から発車）されている
- ウェスティンホテル大阪
- ハイアットリージェンシー大阪
- 大江戸温泉物語 箕面観光ホテル・箕面温泉スパーガーデン
- 東横イン大阪梅田中津2
- 以前は、大淀南の旧ABCセンターにあったホテルプラザ（廃業）の送迎バスも存在した（千里山バスが運行）。

### JR大阪駅桜橋口・ガード下・西側
旧ALBi（アウトドアのアルビ）側に設置されている。
- ANAクラウンプラザホテル大阪[28] （2011年1月1日より運行開始）
- 三井ガーデンホテル大阪プレミア（2014年3月7日のホテル開業日より運行開始）
- クインテッサホテル大阪ベイ

## 駐車場連絡バス

### ノースゲートビルディング
- 大阪ステーションシティ駐車場連絡バス

## 店舗/複合（商業）施設等送迎バス

### 新阪急ホテル北玄関前
- 大塚家具（大阪南港ショールーム）行シャトルバス[29][30]
- 以前は、LABI1 なんば直通バスが運行されていた。

### 梅田OSホテル前
- 大阪アメニティパーク行きシャトルバス(平日のみ・日本交通が運行)

## 梅田周辺のその他のバス停
- 梅田新道 (東梅田駅・北新地駅に近接)
- 桜橋 (北新地駅に近接)
- JR北新地駅
- マルビル大阪・関西万博バスターミナル - 京阪バス、明星観光バス、中央交通バスによる大阪・関西万博会場行きバス専用。大阪マルビル跡地の暫定利用施設で、会期限定のバスターミナル[31]。